# 小行星4897
小行星4897（英語：4897 Tomhamilton）是一颗围绕太阳公转的小行星。1987年8月22日，埃莉諾·赫琳在帕洛马山发现了此天体。
这颗小行星的绝对星等为107.8848019207705等。